# Furuholmarna (vid Härpe, Lovisa)
Furuholmarna är klippor i Finland.   De ligger i landskapet Nyland, i den södra delen av landet, 60 km öster om huvudstaden Helsingfors. Furuholmarna ligger 19 meter över havet. De ligger på ön Sarvsalö.
Terrängen runt Furuholmarna är platt. Havet är nära Furuholmarna åt sydost.  Närmaste större samhälle är Borgå, 17,8 km nordväst om Furuholmarna. 